# Eumitra imbricata
Eumitra imbricata is een slakkensoort uit de familie van de Mitridae. De wetenschappelijke naam van de soort is voor het eerst geldig gepubliceerd in 1991 door Lozouet.